# Cooper McLeod
Cooper McLeod (ur. 7 listopada 2001 w Kirkland) – amerykański łyżwiarz szybki, dwukrotny medalista mistrzostw świata.

## Kariera
Na rozgrywanych w 2025 mistrzostwach świata czterech kontynentów w Hachinohe zdobył złoty medal w sprincie drużynowym. 
W tym samym roku wystartował na mistrzostwach świata na dystansach w Hamar, gdzie zdobył brązowy medal w biegu na 500 mWywalczył tam również brązowy medal w sprincie drużynowym.